# Carl Mogensen
Carl Louis Mogensen (24. april 1895 i Randers – 11. april 1946 i København) var en dansk grosserer, der var aktiv i modstandsbevægelsen under 2. verdenskrig.
Carl Louis Mogensen var handelsuddannet og medlem af Fremmedlegionen 1920-1926. Han var stifter af Dansk Professionelt Bokseforbund og initiativtager til oprettelsen af den danske afdeling af Eventyrernes Klub.
Fra 1943 var han aktiv i modstandsbevægelsen, primært som gruppeleder i transportorganisationen Lysglimt. Han havde mange kontakter, herunder til engelske og tyske kredse.
To kriminalbetjente overværede, at han begik selvmord om morgenen den 11. april 1946 i sin lejlighed i Kronprinsensgade 13 i det indre København.